# Shorewood (Minnesota)
Shorewood is een plaats (city) in de Amerikaanse staat Minnesota, en valt bestuurlijk gezien onder Hennepin County.

## Demografie
Bij de volkstelling in 2000 werd het aantal inwoners vastgesteld op 7400.
In 2006 is het aantal inwoners door het United States Census Bureau geschat op 7461, een stijging van 61 (0.8%).

## Geografie
Volgens het United States Census Bureau beslaat de plaats een oppervlakte van
34,6 km², waarvan 13,8 km² land en 20,8 km² water.

## Plaatsen in de nabije omgeving
De onderstaande figuur toont nabijgelegen plaatsen in een straal van 8 km rond Shorewood.